# San Ramón de la Nueva Orán
San Ramón de la Nueva Orán, oder einfach Orán ist die Hauptstadt des gleichnamigen Departamentos Orán in der Provinz Salta im nordwestlichen Argentinien. Sie hat 72.712 Einwohner (2001, INDEC) und ist damit die zweitgrößte Stadt der Provinz.

## Lage
Orán liegt im Tal des Flusses Río Bermejo, etwas abseits des Flusses, in einer wald- und regenreichen Gegend, die zur Region der so genannten Yungas (Bergregenwälder) gezählt wird. Westlich und östlich der Stadt erstrecken sich zwei Bergketten in Nord-Süd-Richtung. Das Klima gehört zum Übergangsbereich zwischen Tropen und Subtropen: Die Sommer sind heiß und sehr feucht, die Winter mäßig warm und vergleichsweise trocken.
Engen Kontakt hat die Stadt mit mehreren nahegelegenen Städten im Tal des Río Bermejo, die zusammen einen kleinen Ballungsraum mit zusammen etwa 130.000 Einwohnern bilden. Die größten von ihnen sind Hipólito Yrigoyen (11.000 Einwohner), Pichanal (21.000 Einwohner) und Embarcación (24.000 Einwohner).

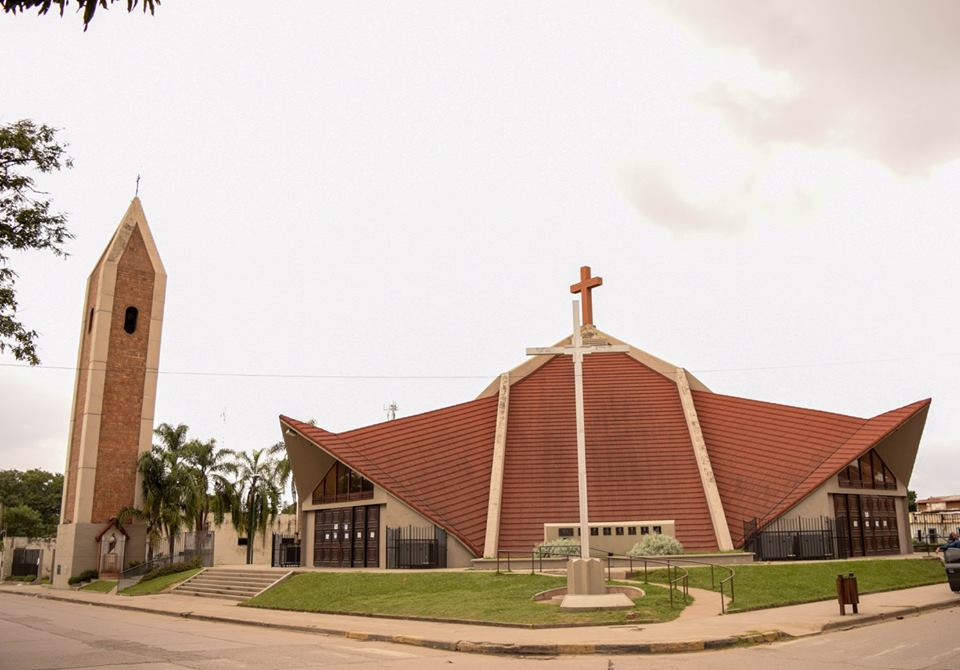
Kathedrale des Bistums Orán

## Geschichte
Schon 1625 soll eine erste Stadtgründung in der Gegend erfolgt sein, die aber wieder aufgegeben wurde. Sie trug den Namen Santiago del Guadalcázar. Die endgültige Stadt San Ramón de la Nueva Orán wurde jedoch erst 1794 durch Ramón García de León y Pizarro im Schachbrettmuster gegründet, der sie nach der algerischen Stadt Oran benannte. Sie wuchs im 19. Jahrhundert nur langsam an und wurde 1871 durch ein Erdbeben komplett zerstört. 1889 wurde die Stadt zur Hauptstadt ihres zugehörigen Departamentos erklärt, sie war damals mit 3.500 Einwohnern bereits die zweitgrößte Stadt in der Provinz Salta. 1915 wurde die Stadt ans Eisenbahnnetz angeschlossen, dadurch wuchs sie weiter an.
Seit 1961 ist San Ramón de la Nueva Orán Sitz des römisch-katholischen Bistums Orán.

## Wirtschaft
Dominiert wird die Wirtschaft der Stadt von den tropischen Landwirtschaft in der Umgebung (u. a. Tabakanbau) und von der verarbeitenden Industrie. Es gibt ebenfalls wegen der Regenwald-Umgebung und dem nahen Nationalpark Baritú etwas Tourismus.

## Persönlichkeiten
- Ramón Quiroga (* 1997), Boxer